# Kagome Kagome
Kagome, kagome (かごめかごめ?) es una canción infantil y un juego tradicional japonés, de desarrollo similar a la gallina ciega. 
El juego consiste en que un niño es elegido como el Oni (literalmente "demonio" u "ogro" pero también se puede traducir como "cosa") y debe sentarse con los ojos cubiertos en medio de un círculo formado por los demás participantes, como una ronda. Los demás niños unen sus manos y caminan en círculo alrededor del oni mientras cantan la canción del juego. Cuando la canción termina, el oni habla y pronuncia el nombre de la persona que se encuentre detrás de él en ese momento. Si acierta, esa persona cambiará de rol con el oni; en caso de que el oni no acertara, se le cortará una parte del cuerpo, normalmente la cabeza.

## En la cultura popular
La canción es utilizada en la cultura popular japonesa como canción tradicional en varias películas e incluso anime, como se puede apreciar en la canción kagome kagome de Vocaloid (cantada por Hatsune Miku y Megurine Luka) e incluso aparece en un juego de terror RPG MAKER llamado Misao donde aparece una chica fantasma atrás de ti cantando esa canción. En el episodio 16 del anime Inuyasha Kanketsu-hen se menciona en repetidas ocasiones esta canción debido al nombre de la protagonista y su intento de recordar el significado de su nombre. En la adaptación cinematográfica de Kamisama no Iutoori, La vuelta al mundo en ochenta días del año 1956 con David Niven y Cantinflas, durante el tramo en donde la acción ocurre en Japón puede apreciarse un grupo de niños jugando a Kagome kagome mientras cantan la canción en su totalidad.[cita requerida]
También en el anime Pupipo! en el episodio 5, la amiga de la protagonista quien estaba a punto de morir, recuerda el tiempo en el que la molestaban por su amor por el ocultismo y muestran una escena donde ella se encuentra en el círculo mientras unas niñas la rodean mientras cantan la canción.
En el manga y la adaptación cinematográfica de As the Gods Will uno de los desafíos del muñeco daruma consiste en que los estudiantes descubran cual de los 4 Kokeshi canta esta canción mientras están vendados de los ojos.

## Letra
En japonés, esa canción puede interpretarse de distintas formas incluyendo:
| Caracteres japoneses        | Romanización                           |
| かごめかごめ 籠の中の鳥は   | Kagome Kagome. Kago no naka no tori wa |
| いついつ出やる 夜明けの晩に | Itsu itsu deyaru? Yoake no ban ni      |
| 鶴と亀が滑った              | Tsuru to kame ga subetta.              |
| 後ろの正面だあれ。          | Ushiro no shoumen daare ?              |

| Traducción: |

Kagome, Kagome, el pájaro se encuentra en la jaula,

¿cuándo, cuándo la abandonará?

En la noche o el amanecer,

la grulla y la tortuga se deslizan

¿Quién se encuentra detrás de ti?
En algunas ocasiones las últimas dos líneas se traducen literalmente de la siguiente manera: 
En las noches y amaneceres

¿Quién está al frente de tu espalda,

donde la grulla y la tortuga se deslizan y caen?